# Léon Robin
Léon Robin, all'anagrafe Léon Eglié Eugène Robin (Nantes, 17 gennaio 1866 – Parigi, 25 agosto 1947), è stato un filosofo francese.
Robin, era il figlio di un mercante, ha iniziato il suo insegnamento presso la Facoltà di Lettere a Parigi nel 1913. Nel 1924 ha assunto la cattedra di storia della filosofia antica. Nel 1927 è stato professore presso l'Università della Pennsylvania. Robin successivamente è stato Direttore dell'Istituto Internazionale di Filosofia.
Ha tradotto i dialoghi di Platone in francese.

## Pubblicazioni
- La Théorie platonicienne des Idées et des nombres d'après Aristote, Parigi, F. Alcan, 1908.
- La Théorie platonicienne de l'amour, Parigi, 1908. Trad. it: La teoria platonica dell’Amore, a cura di Luca Pergol, prefazione di Vasilis Politis, La Finestra editrice, 2024, ISBN 978-8832236-44-6.
- La Pensée grecque et les Origines de l'esprit scientifique, Parigi, Renaissance du livre, 1923.
- Platone, Parigi, F. Alcan, 1935.
- La Morale antique, Paris, F. Alcan, 1938.
- La Pensée hellénique, des origines à Épicure, Paris, 1942.
- Questions de méthode, de critique et d'histoire, Paris, Presses universitaires de France, 1944.
- Pirrone et le scepticisme grec, Parigi, 1944.
- Aristotele, Parigi, Presses universitaires de France, 1944.
- Œuvres complètes de Platon, traduction nouvelle et notes par Léon Robin, Parigi, Gallimard, Bibliothèque de la Pléiade, 1950 (2 vol.).
- Les Rapports de l'être et de la connaissance d'après Platon, Parigi, 1957.